# Stupně výstrahy před pandemií
Stupně výstrahy před pandemií podle WHO jsou následující:

## Stupně pandemie
- Stupeň 1 - U zvířat se nevyskytují žádné viry, které by byly přenosné na člověka.
- Stupeň 2 - Mezi zvířaty se vyskytují chřipkové viry, které by potenciálně mohly nakazit člověka, žádný případ ale není zaznamenán.
- Stupeň 3 - Viry, které se vyskytují mezi zvířaty, se ojediněle přenesou na člověka. Vzácně se může vyskytnou i přenos z člověka na člověka.
- Stupeň 4 - Jsou potvrzeny přenosy viru z člověka na člověka a nákaza se na některých místech může výrazněji rozšířit. Existuje riziko pandemie, neznamená to ale, že se vir zásadně rozšíří.
- Stupeň 5 - Je prokázáno šíření viru z člověka na člověka nejméně ve dvou zemích v jedné z několika vymezených oblastí WHO, většina zemí ale zasažena není. V této fázi je velké riziko, že se z viru stane pandemie.
- Stupeň 6 - Virus se mezi lidmi šíří v nejméně dvou zeměpisných oblastech, které vymezuje WHO, jedná se o samotnou pandemii.